# Праздники и памятные даты Калмыкии

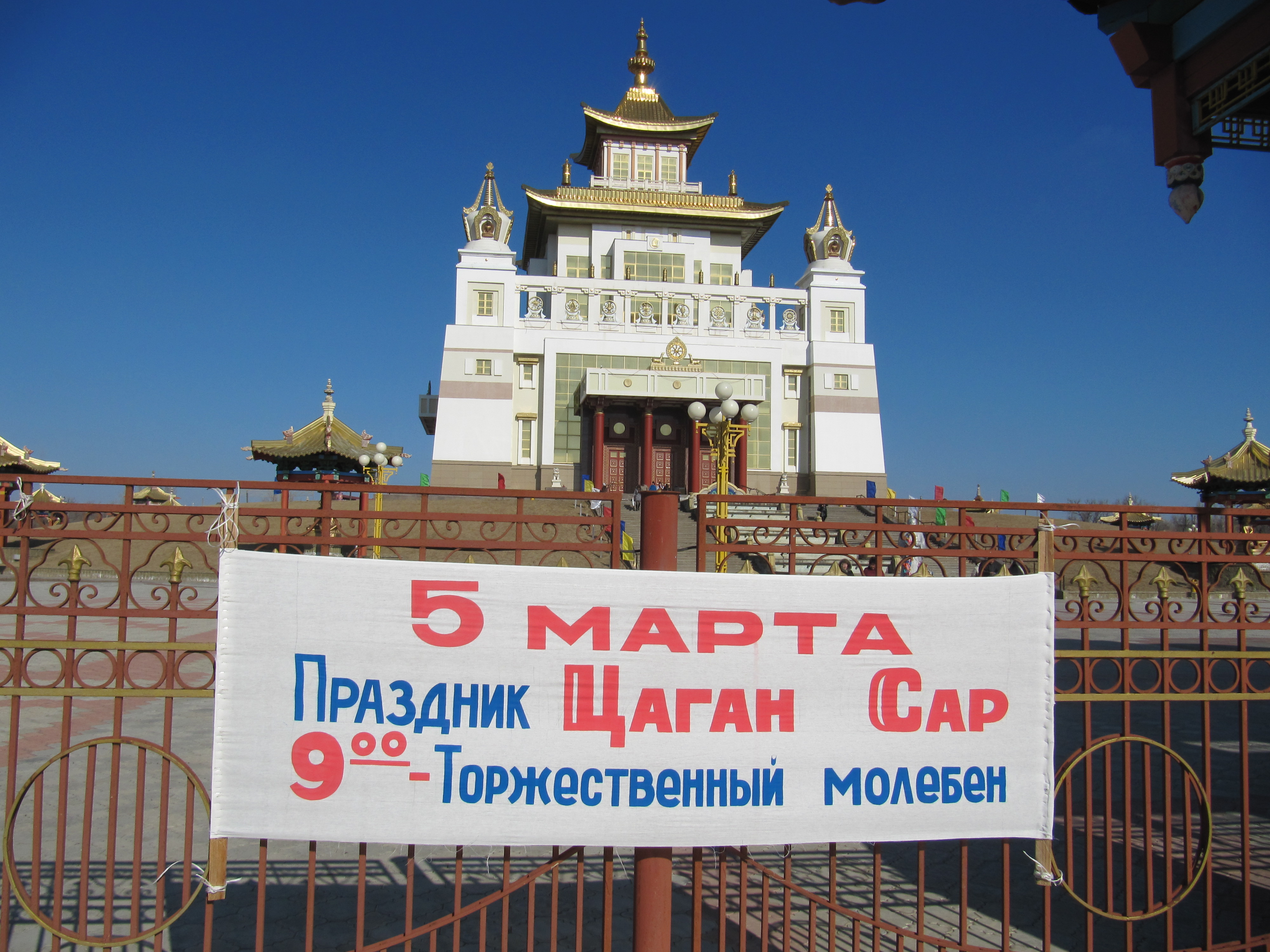
Цаган Сар — национальный праздник Калмыкии, 5.03.2011 г., Золотая обитель Будды Шакьямуни, Элиста

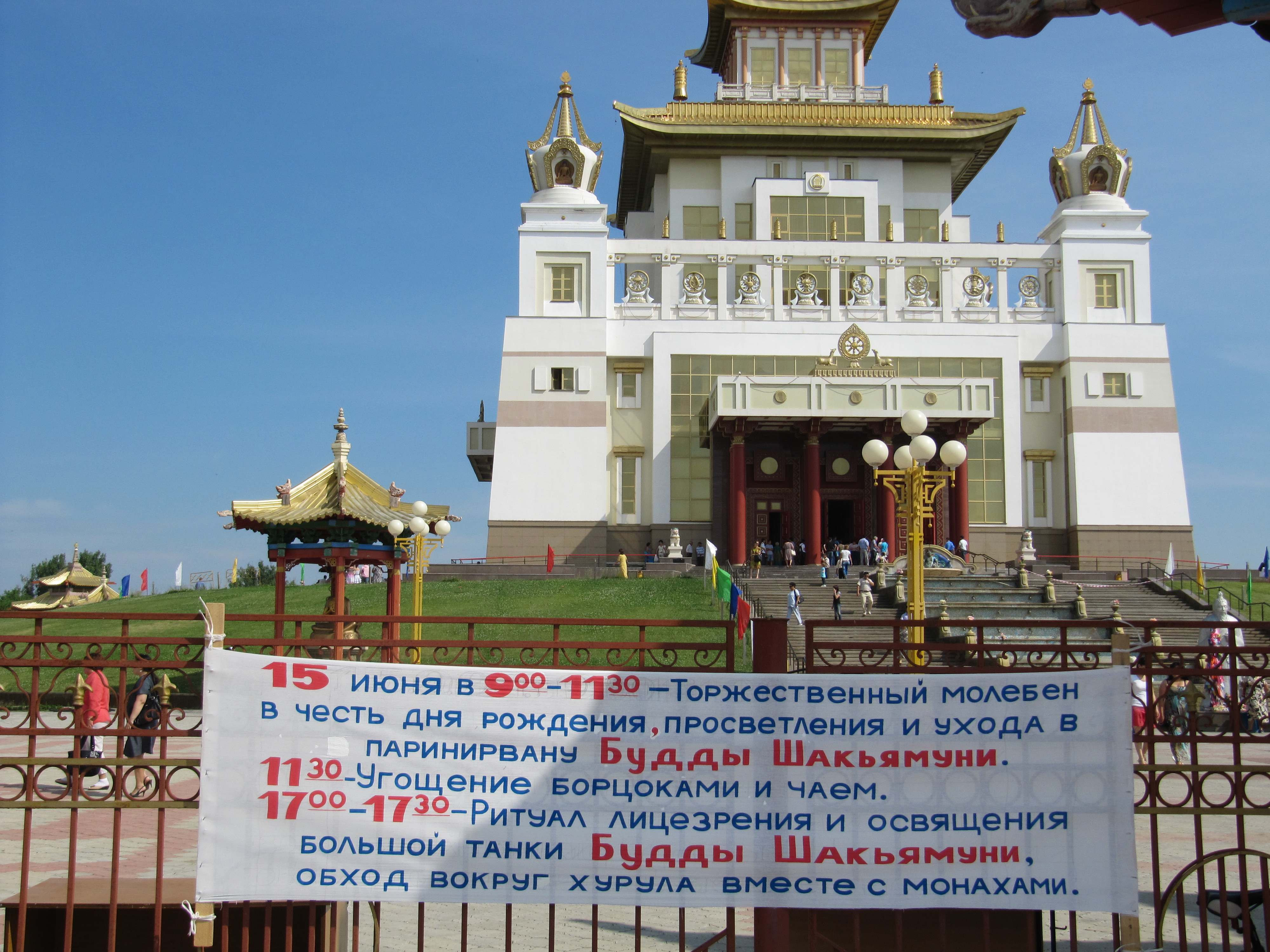
День рождения Будды Шакьямуни — национальный праздник Калмыкии, 15.06.2011 г., Золотая обитель Будды Шакьямуни, Элиста

Праздники и памятные даты Калмыкии — официально установленные в Калмыкии национальные праздничные и памятные дни.

## Национальные праздники Калмыкии
- 5 апреля — День принятия Степного Уложения (Конституции) Республики Калмыкии;

Следующие национальные праздники Калмыкии имеют подвижный характер и объявляются ежегодным указом Главы Республики Калмыкии:
- Цаган Сар;
- День рождения Будды Шакьямуни;
- Зул.

Национальные праздники Калмыкии являются нерабочими днями на территории Калмыкии.

## Памятные даты
Памятные даты Калмыкии являются рабочими днями (кроме Дня памяти жертв депортации калмыцкого народа):
- 13 марта — День калмыцкой поэзии[1];
- Третья суббота мая — День калмыцкого чая[2],[3];
- Третья суббота апреля — День степи[4];
- 4 ноября — День Казанского кафедрального собора;
- 28 декабря — День памяти жертв депортации калмыцкого народа (является нерабочим днём).

## Источник
- Закон Республики Калмыкия от 13 октября 2004 г. N 156-III-З «О праздничных и памятных днях в Республике Калмыкия» (с изменениями от 16 октября 2006 г.)